# Volker Klotz
Volker Klotz (* 20. Dezember 1930 in Darmstadt; † 31. Mai 2023 in Stuttgart) war ein deutscher Literaturwissenschaftler, Theaterkritiker und Dramaturg.

## Leben
Nachdem Volker Klotz das Ludwig-Georgs-Gymnasium in seiner Heimatstadt absolviert hatte, studierte er Germanistik, Anglistik und Kunstgeschichte an der Universität Frankfurt am Main. Dort war er ein Schüler von Kurt May und gehörte zum Kreis um dessen damaligen Assistenten Walter Höllerer. Er promovierte 1959 mit der Schrift Geschlossene und offene Form im Drama. Anschließend wurde er wissenschaftlicher Assistent am Lehrstuhl Walter Höllerers an der Technischen Universität Berlin, wo er sich 1968 mit einer Arbeit über Die erzählte Stadt – ein Sujet als Herausforderung des Romans von Lesage bis Döblin habilitierte.
Als Gastprofessor lehrte er 1969/70 in Stockholm. Von 1971 bis 1995 war Klotz Professor für Literaturwissenschaft an der Universität Stuttgart. Er hatte regelmäßige Gastprofessuren und regelmäßige Vortragsreisen über das Goethe-Institut, unter anderem in England, Frankreich, Skandinavien sowie in Marokko und Tunesien. Daneben war er als Opern- und Schauspielkritiker sowie dramaturgischer Mitarbeiter in Wien (Burgtheater, Volksoper, Gruppe 80) tätig. Entsprechend aktiv war er auch in Mannheim, Bremen Tübingen, Erfurt, Nordhausen, Münster und Stuttgart. Seit 1995 war Klotz emeritiert.
Klotz’ Monographie Geschlossene und offene Form im Drama entwickelte sich zum Standardwerk und erschien von 1960 bis 1996 in 14 Auflagen. Sie hatte großen Einfluss auf die Dramenforschung. Klotz stellt darin zwei gegensätzliche Formen von Dramen einander gegenüber, die auf der Unterscheidung zwischen offener und geschlossener Form in der Bildenden Kunst durch den Kunsthistoriker Heinrich Wölfflin beruhen.
Als Standardwerke gelten auch seine Geschichte des europäischen Kunstmärchens von der Renaissance bis zur Moderne (1985) sowie das Operettenbuch von 1991. Letzteres will er ganz bewusst nicht als „Operettenführer“ verstanden wissen. Die Operette wird darin als eine verkannte, „unerhörte“ Gattung charakterisiert, als ein im besten Fall dramaturgisch wie musikalisch „aufsässiges Bühnenstück, das wider erstarrte und verhockte Lebenshaltungen“ anrennt.
Volker Klotz war Mitglied im PEN-Zentrum Deutschland. Er lebte in Stuttgart und Wien. Zu seinem Geburtstag 2010 würdigte die FAZ sein Leben und Wirken.

## Auszeichnungen
- Kasseler Literaturpreis für grotesken Humor (1994)
- Johann-Heinrich-Merck-Preis für literarische Kritik und Essay (2002)

## Werke
- Bertolt Brecht. Versuch über das Werk (1957, 7. erw. Aufl. 2011)
- Geschlossene und offene Form im Drama (1960, 14. Aufl. 1996)
- Die erzählte Stadt. Ein Sujet als Herausforderung des Romans (1969, 2. Aufl. 1987)
- Bühnenbriefe. Kritiken und Essays zum Theater (1972)
- Dramaturgie des Publikums. Wie Bühne und Publikum aufeinander eingehen, insbesondere bei Raimund, Büchner, Wedekind, Horváth, Gatti und im politischen Agitationstheater (1976)
- Abenteuer-Romane (Sue, Dumas, Ferry, Retcliffe, May, Verne) (1979, 2. Aufl. 1987)
- Bürgerliches Lachtheater. Komödie – Posse – Schwank – Operette (1980, 2. Aufl. 1987)
- Das europäische Kunstmärchen. Fünfundzwanzig Kapitel seiner Geschichte von der Renaissance bis zur Moderne (1985, 3. Aufl. 2002)
- Operette. Portrait und Handbuch einer unerhörten Kunst (1991, 3. erw. und aktualisierte Aufl. 2004)
- Radikaldramatik. Szenische Vor-Avantgarde: Von Holberg zu Nestroy, von Kleist zu Grabbe (1996, 2., erw. Aufl. 2010)
- Mephistos Himmelfahrt. Parodistische Operette nach „Là-haut!“ von Maurice Yvain (1999)
- Venus Maria. Auflebende Frauenstatuen in der Novellistik (2. Aufl. 2010)
- Gegenstand als Gegenspieler. Widersacher auf der Bühne: Dinge, Briefe, aber auch Barbiere Wien 2000
- Literaturbeamter auf Lebenszeit. Spielräume der akademischen Verwaltung von Dichtkunst. Essays und Notizen (1991)
- Erzählen. Von Homer zu Boccaccio, von Cervantes zu Faulkner Beck, München 2006, ISBN 978-3-406-54273-2.
- Müßig-Gänger: Un-Täter. Nichtsnutz im Struwwelpeter, Datterich und anderswo, zwei Essays. Magistrat, Presse- und Informationsamt, Darmstadt 2001, DNB 961918373 (Darmstädter Dokumente, Band 12).
- Verskunst. Was ist, was kann ein lyrisches Gedicht? Aisthesis Verlag, Bielefeld 2011. ISBN 978-3-89528-800-5.
- Komödie. Etappen ihrer Geschichte von der Antike bis heute. Konzeption, Grundriss, Zweckbestimmung (Co-Autoren: Andreas Mahler, Roland Müller, Wolfram Nitsch, Hans-Peter Plocher, 2013)
- Es lebe: Die Operette. Anläufe sie neuerlich zu erwecken, Königshausen & Neumann, Würzburg 2014, ISBN 978-3-8260-5087-9.
- Scheu vorm Artefakt? Abenteuer eines kunstbedachten Gambusinos und Wanderpredigers, Königshausen & Neumann, Würzburg 2020, ISBN 978-3-8260-6839-3.

### Beiträge in Zeitschriften
- Ziesel oder Das wiedergefundene Gewissen, in: Sprache im technischen Zeitalter, Nr. 1 (1961), S. 25–37.

## Editionen
- E. E. Niebergall, Datterich. (1962)
- Zur Poetik des Romans. (Wege der Forschung). (1965)
- E. Arendt, Unter den Hufen des Windes. Gedichte 1926–1965 (1966)
- Bausteine zu einer Poetik der Moderne. FS. für Walter Höllerer (Mhg.). (1987)
- Karl Malss: Frankfurter Mundartstücke (Mhg.) (1988)